# Turn It Up
Turn It Up ist ein Lied des It-Girls Paris Hilton und deren zweite Single aus ihrem Debütalbum Paris. Es wurde weltweit am 15. Juli 2006 auf ihrem eigenen Plattenlabel Heiress Records veröffentlicht.
Für die Produktion des Liedes und das Songwriting verpflichtete Hilton unter anderem Jeff Bowden, Scott Storch und Dorian Hardnett. Das Lied ist ein Hip-Hop-Song mit Dance- und R&B-Elementen. Auf Turn It Up rappt Paris Hilton das erste Mal, da sie die Rap- und Hip-Hop-Musik laut eigenen Aussagen sehr inspiriert.

## Hintergrund
Paris Hilton versucht sich seit 2004 als Sängerin und nahm ein Album auf, für das sie J. C. Chasez und Rob Boldt als Produzenten engagierte. Sie kündigte ihren direkten Plattenvertrag mit Warner Brothers und gründete das Plattenlabel Heiress Records als Sublabel von Warner Brothers. 2004 wurde die geplante Veröffentlichung der ersten Single Screwed nach wenig erfolgreichen Testläufen in Clubs in Miami abgesagt. Im Juni 2006 wurde Stars Are Blind als erste Single des im Juli erscheinenden Albums Paris veröffentlicht. Anfang Juni 2007 wurde der Vertrag mit Hilton von Warner Brothers wegen enttäuschender Verkaufszahlen gekündigt.